# Муратово (Татарстан)
Муратово — деревня в Кайбицком районе Татарстана в 14 км северо-западнее Больших Кайбиц. Входит в состав Надеждинского сельского поселения. В деревне расположена Казанско-Богородицкая церковь, построена в 1841-57 годах — памятник архитектуры.

## География
Севернее деревни протекает река Кубня.

## История
Основано в период Казанского ханства. С 1550-х годов русское селение. До 1861 жители относились к категории помещичьих крестьян. Занимались земледелием, разведением скота. В начале XX века в Муратово функционировали земская школа (открыта в 1867 году), ветряная мельница, кузница, 2 мелочные и 1 казённая винная лавки; базар по воскресеньям, ярмарка в 9-ю пятницу после Пасхи. В этот период земельный надел сельской общины составлял 860,1 десятин. До 1920 деревня входила в Ульянковскую волость Свияжского уезда Казанской губернии. С 1920 в составе Свияжского кантона ТАССР. С 14 февраля 1927 в Ульянковском, с 1 августа 1927 в Кайбицком, с 19 февраля 1944 в Подберезинском, с 17 мая 1956 в Кайбицком, с 1 февраля 1963 в Буинском, с 4 марта 1964 в Апастовском, с 19 апреля 1991 в Кайбицком районах.

## Демография
- 1782 год — 255 душ муж. пола;
- 1859 год — 527,
- 1897 год — 820,
- 1908 год — 913,
- 1920 год — 918,
- 1926 год — 856,
- 1938 год — 512,
- 1958 год — 196,
- 1970 год — 162,
- 1979 год — 122,
- 1989 год — 162
- 1997 год — 186
- 2010 год — 146

Национальный состав на 2010 год — русские (93 %), татары (4 %), чуваши (3 %).